# Gipfel von Paris 1974
Der Gipfel von Paris war ein Gipfeltreffen der Staats- und Regierungschefs der Mitgliedstaaten der Europäischen Gemeinschaften am 9. und 10. Dezember 1974 in Paris. Dabei wurde der Beschluss gefasst, solche Gipfel künftig unter der Bezeichnung regelmäßig mindestens dreimal jährlich abzuhalten. Dies war die Gründung des Europäischen Rates.

## Vorgeschichte
Nach verschiedenen Krisen in den sechziger Jahren hatte der Gipfel von Den Haag 1969, das erste Gipfeltreffen der europäischen Staats- und Regierungschefs verschiedene Kompromisse zu eingefahrenen Problemen ermöglicht und eine Wiederbelebung der Gemeinschaften bewirkt. Aufgrund dieses Erfolgs fanden in den folgenden Jahren, vor allem auf Initiative des französischen Präsidenten Georges Pompidou, zwei weitere solche Treffen statt, der Gipfel von Paris 1972 und der Gipfel von Kopenhagen 1973. Auch diese Treffen wurden jeweils als Erfolge wahrgenommen. Deshalb schlug 1973 Jean Monnet, einer der „Gründerväter“ der Europäischen Gemeinschaften und Vorsitzender des Aktionskomitees für die Vereinigten Staaten von Europa, eine Verstetigung der Gipfeltreffen im Sinn einer „provisorischen europäischen Regierung“ vor.
Während die Regierungen in Frankreich, Deutschland und Großbritannien diesem Vorschlag wohlwollend gegenüberstanden, waren die kleineren EG-Mitgliedstaaten, vor allem die Benelux-Länder skeptisch. Sie fürchteten, durch die neue Institution würden die großen Staaten zu viel Einfluss gewinnen und die Gemeinschaftsorgane, vor allem die Europäische Kommission abgewertet werden. Auf dem Gipfel von Kopenhagen 1973 verhinderten sie deshalb einen Beschluss zur Einrichtung regelmäßiger Treffen.
Allerdings verdeutlichte die Ölkrise von 1973/74, auf die die EG keine gemeinschaftliche Antwort fand, im folgenden Jahr die Notwendigkeit neuer Integrationsschritte. Außerdem kam es in allen drei großen Staaten zu Regierungswechseln, bei denen in Frankreich Valéry Giscard d’Estaing Staatspräsident und in Deutschland Helmut Schmidt Bundeskanzler wurde. Beide waren noch stärker als ihre Vorgänger von der Notwendigkeit einer intensiven zwischenstaatlichen Zusammenarbeit überzeugt. Im Vorfeld des Gipfels von Paris entwickelten sie deshalb einen Vorschlag, dem schließlich auch die übrigen Staaten zustimmten.

## Ergebnisse und Folgen des Gipfels
Auf dem Gipfel von Paris wurde die Einrichtung des Europäischen Rates beschlossen, auf dem sich die Staats- und Regierungschefs der EG mindestens dreimal jährlich treffen sollten, um angesichts der „internen Probleme, die der Aufbau mit sich bringt, und die Probleme, die sich Europa von außen stellen, als Ganzes gesehen“ die „Tätigkeiten der Gemeinschaften und die Arbeiten der politischen Zusammenarbeit weiterzuentwickeln und ihren Gesamtzusammenhang zu gewährleisten“. Der Vorsitz des Europäischen Rates sollte, ebenso wie der Vorsitz im Ministerrat halbjährlich zwischen den Mitgliedstaaten rotieren.
Der Europäische Rat wurde nicht vertraglich verankert und existierte in den folgenden Jahren parallel zu den im EG-Vertrag vorgesehenen Institutionen. Im EG-Rechtsetzungsverfahren spielte er formal keine Rolle. Da jedoch die im Rat der Europäischen Gemeinschaften vertretenen nationalen Minister in den meisten Fällen einer Richtlinienkompetenz ihrer jeweiligen Regierungschefs unterworfen waren, entwickelte sich der Europäische Rat rasch zum wichtigsten Entscheidungsgremium, wo immer umfangreiche Kompromisse zwischen den Nationalstaaten erforderlich wurden.